# CT2
第二代無線電話（英語：Cordless Telephone 2nd Generation，縮寫為 CT2），在中国大陆、台灣俗稱二哥大，是家用室內無線電話的改良版本，流行於1990年代初。其特點是傳輸距離短，只能在指定地方打出（後來發展至可以打入），通常配合傳呼機一起使用。1990年代中後期流動電話因蜂窩式流動通訊服務（GSM）出現，費用大幅下降後被淘汰。

## 缺點
- 基地台的發射半徑只有150至200公尺，不可將訊息連結傳遞至下一個基地台。
- 必須在接通的基地台範圍使用，移動超過發射之基地台範圍便會斷訊。
- 通訊期間容易受到外來物體干擾，如汽車經過等，均會對通訊造成信號干擾。
- 要自己調整所在位置或方向，以得到最佳接收效果。
- 基地台只能容許數人同時使用，繁忙地區或時段須搶線。
- 只能單向撥號。但香港用的已結合傳呼機功能，可於收到傳呼號碼時，因應環境才打電話回覆。

## 香港使用

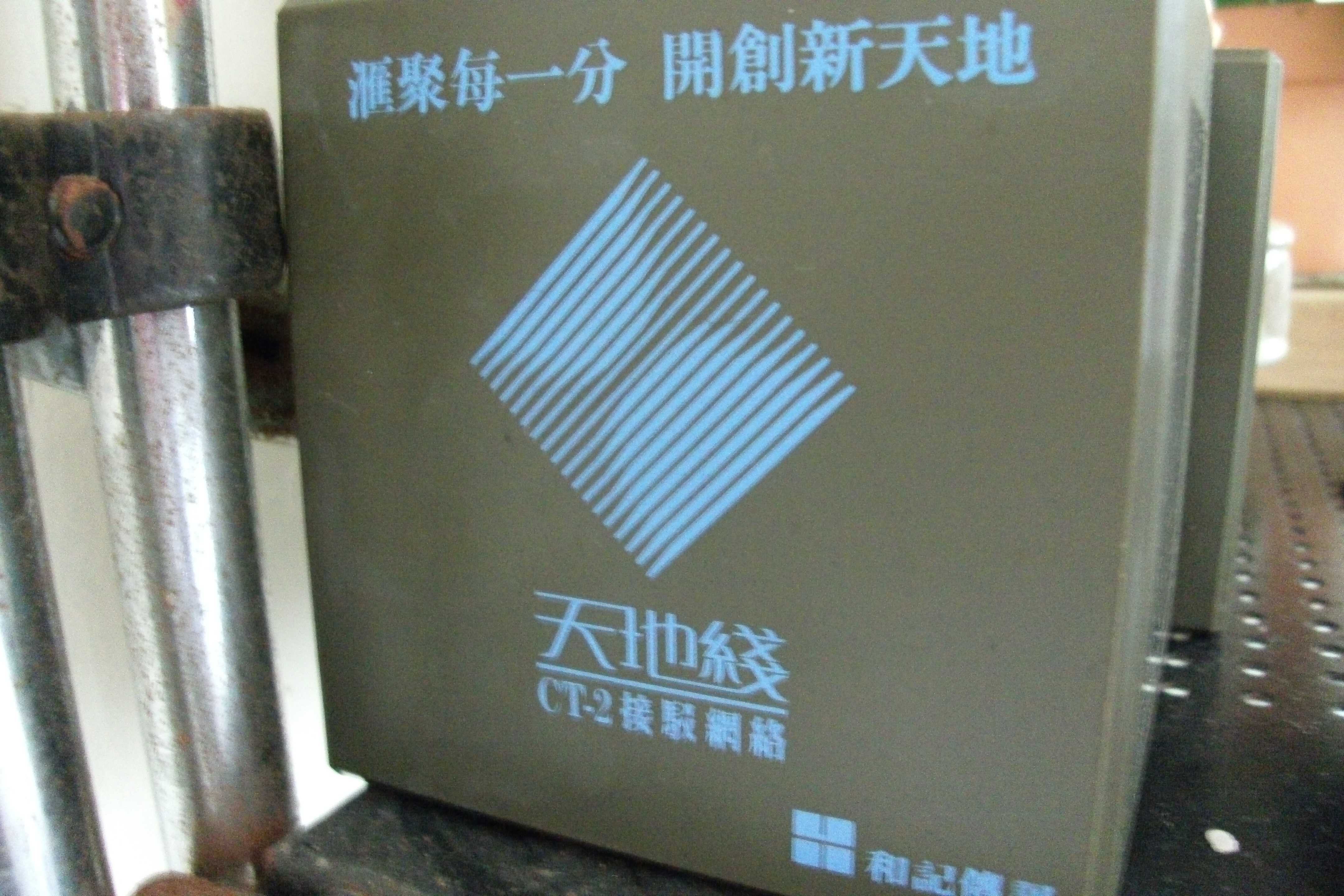
香港曾經的CT2服務——和記天地綫

- 和記天地綫（1991年3月推出，至1996年5月停止服務）
- 其士步步通（1991年4月推出，至1996年6月停止服務）
- 訊聯經緯站（1992年3月推出，至1995年初停止服務；原由太平專訊經營，後被第一太平收購）
- 香港電訊CSL點點通（取得牌照但最終沒有推出服務）

## 另見
- PHS、DECT、PACS：有CT3之稱